# Arycanda apicinigra
Arycanda apicinigra är en fjärilsart som beskrevs av Max Joseph Bastelberger 1911. Arycanda apicinigra ingår i släktet Arycanda och familjen mätare. Inga underarter finns listade i Catalogue of Life.